# Everard de Harzir

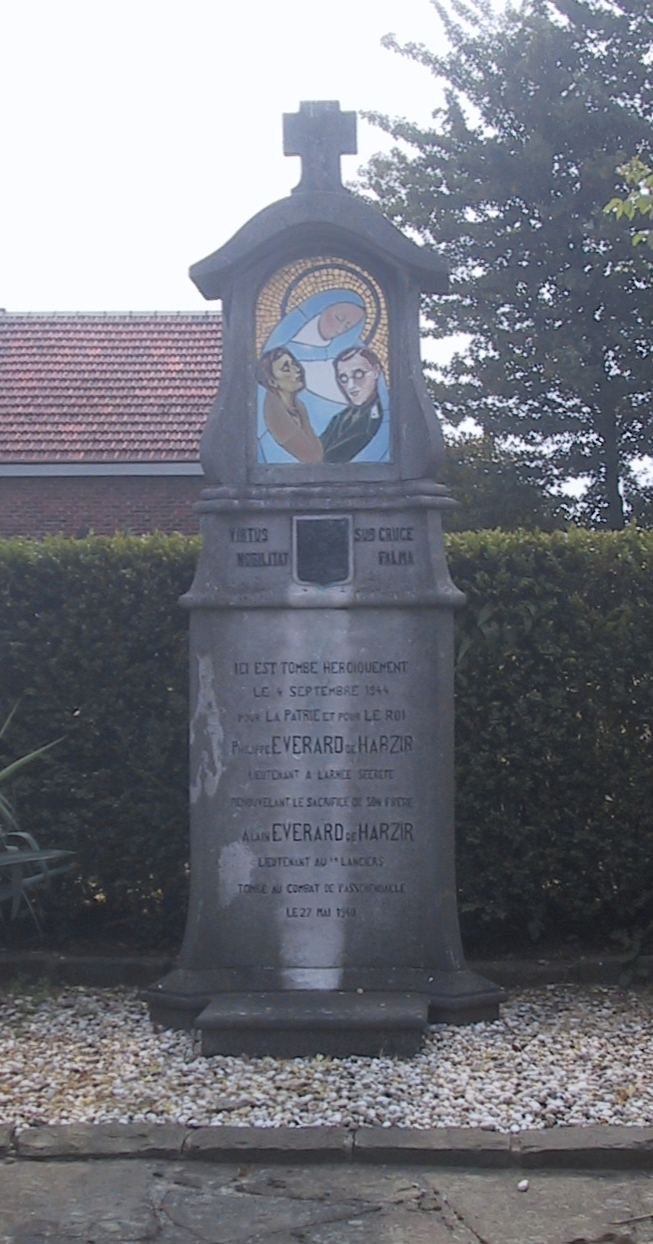
Monument ter nagedachtenis van Alain en Philippe Everard de Harzir, gestorven voor het vaderland

Everard en Everard de Harzir is een Belgische notabele en adellijke familie.

## Geschiedenis
- In 1865 verleende koning Willem III der Nederlanden, in zijn hoedanigheid van groothertog van Luxemburg, erfelijke adel met de titel baron aan Florent Everard, die de laatste van zijn familietak was.
- Zijn neef, Victor Everard, trouwde met Caroline Wauwermans. Ze hadden vier zoons die in de adel werden opgenomen (zie hierna).

## Florent Everard de Harzir
Florent Victor Marie Joseph Everard de Harzir (Brussel, 21 juli 1870 - Saint-Raphaël, 15 mei 1940) werd in 1904 in de Belgische erfelijke adel opgenomen. In 1934 kreeg hij vergunning om de Harzir aan zijn familienaam toe te voegen. Hij trouwde in Namen in 1894 met Flore Logé (1873-1935) en ze kregen drie zoons. Met afstammelingen tot heden.

## Georges Everard
- Georges Victor Marie Henri Everard (Jemelle, 18 juni 1872 - Assoean, 1 februari 1933) werd in 1904 in de Belgische erfelijke adel opgenomen. Hij was provincieraadslid en bestendig afgevaardigde voor de provincie Luik, burgemeester van Jemelle en bestuurder van de Nationale Maatschappij der Belgische Spoorwegen. Hij trouwde in Luik in 1903 met Claire Begasse de Dhaem (1879-1955). Ze kregen vier kinderen.
  - Georges Everard (1910-1975), jezuïet, was nationaal aalmoezenier van de Afrikaanse studenten in België en van de buitenlandse studenten in Charleroi.
  - Vincent Everard de Harzir (1911-1995) kreeg in 1934 vergunning om de Harzir aan zijn familienaam toe te voegen. Hij trouwde in 1941 in Kortrijk met Rosette Capelle (1916-1996). Beiden waren actief in het Verzet tijdens de Tweede Wereldoorlog en hij werd gevangengenomen. Ze kregen zes kinderen, met afstammelingen tot heden.

## Maurice Everard de Harzir
Maurice Victor Marie Henri Clément Everard de Harzir (On, 4 juni 1875 - Brussel, 15 mei 1953) werd in 1904 in de erfelijke Belgische adel opgenomen en verkreeg in 1934 vergunning om de Harzir aan zijn familienaam toe te voegen. Hij werd advocaat en bleef vrijgezel.

## Francis Everard de Harzir
- Francis Victor Marie Paul Louis Everard de Harzir (On, 10 mei 1878 - Sint-Lambrechts-Woluwe, 10 mei 1940) werd in 1904 in de Belgische erfelijke adel opgenomen en verkreeg in 1934 vergunning om de Harzir aan de familienaam toe te voegen. Hij trouwde in 1908 in Chaudfontaine met Adèle de Harenne (1888-1982). Ze kregen zes kinderen, met afstammelingen tot heden.
  - Alain Everard de Harzir (1912-1940), landbouwingenieur, sneuvelde op 27 mei 1940 tijdens de Achttiendaagse Veldtocht.
  - Philippe Everard de Harzir (1921-1944) sneuvelde op 4 september 1944 in Alleur. Hij werd, ongewapend, koelbloedig neergeschoten terwijl hij een gekwetste landbouwer te hulp kwam.